# Bruno Valverde Cota

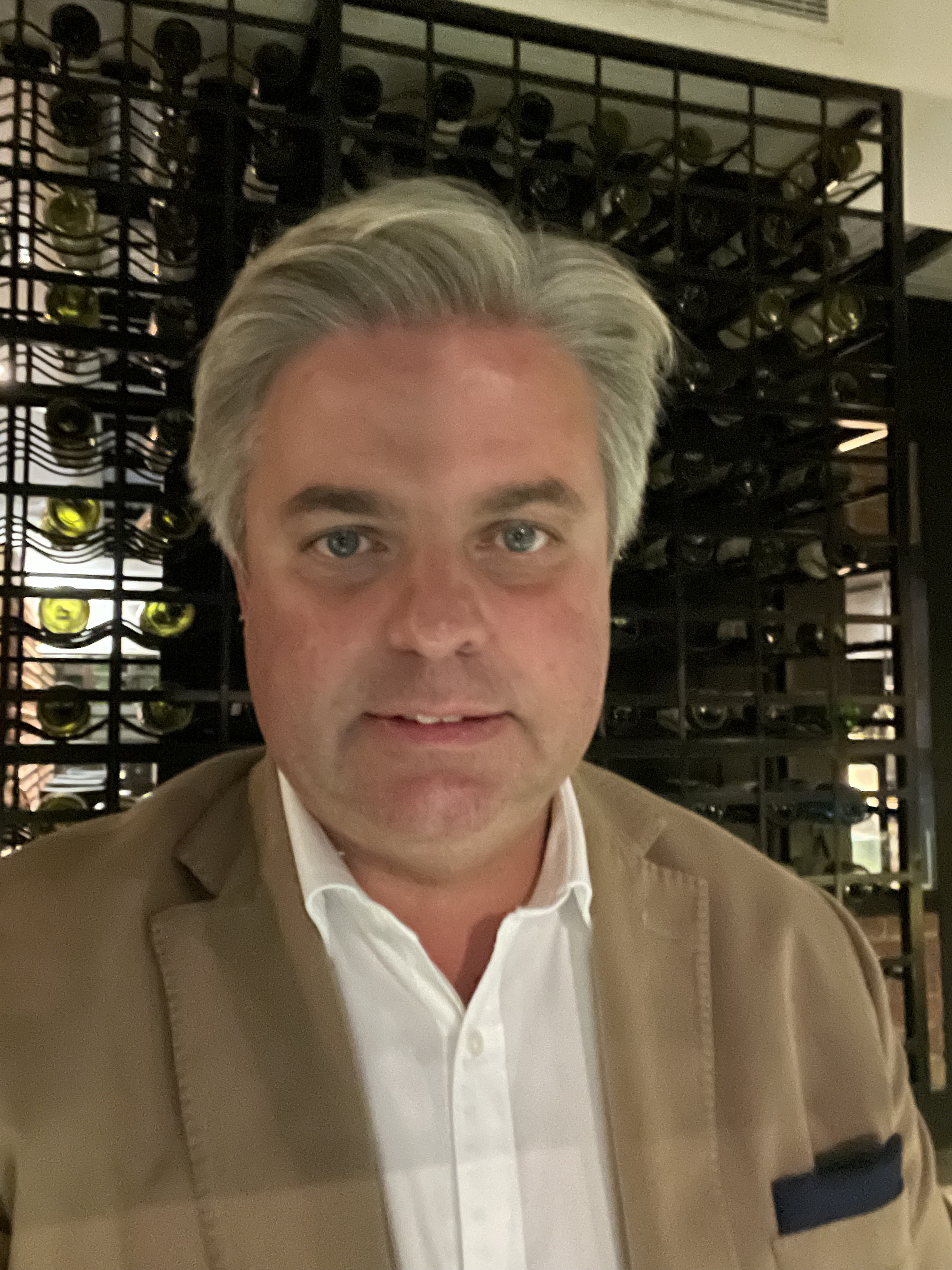
Bruno V. Cota

Bruno Valverde Cota é um empreendedor e empresário português, co-fundador e presidente do Grupo OPTIMISTIC.  
Valverde Cota é Doutorado em Gestão pela Universidade de Évora, Mestre em Gestão de Empresas, área de Comércio Internacional, pela Universidade Lusíada de Lisboa, e autor de diversos livros na área de Marketing, nasceu em Leiria a 14 Julho de 1974.  
É casado com Svetlana Bilous Valverde Cota, nascida na ex-URSS, e tem três filhos, o Bruno, a Beatriz e o Bernardo.  
É empresário português e gestor de diversas empresas, professor universitário e de executivos e acredita que as Pessoas podem fazer a diferença nas Organizações, principio que tem difundido ao longo dos anos nas empresas e universidades por onde tem passado.  
É católico e passou a maior parte da sua infância e adolescência em Alcobaça, cidade onde moravam os avós maternos e onde criou raízes ao longo dos anos.      
Integrou o corpo consular acreditado no Algarve durante três anos (2020-2023). É membro efectivo da Ordem dos Economistas com a cédula Profissional nº13124, desde 1997/98.      

## Biografia
É licenciado em Gestão de Empresas pela Universidade Lusíada de Lisboa (1992-1997), onde concluiu também o Mestrado em Gestão (2000), na área de Comércio Internacional, com uma média de 18 valores (Muito Bom). 
Em 2004, na época com apenas 29 anos, foi o primeiro "não académico" a concluir o grau de Doutoramento (PhD.) em Gestão de Empresas, na Universidade de Évora, com a classificação de Aprovado com Distinção e Louvor, após a defesa pública da tese na área de "Banca Universitária: Modelo de Valorização Estratégica - Estudo de Caso".
No tempo de estudante universitário foi co-fundador do NEEGUL, núcleo de estudantes de economia e gestão                                          da Universidade Lusíada, com o pelouro das relações externas, tendo sido eleito mais tarde Presidente do núcleo de estudantes. Na época, em parceria com os docentes, foram responsáveis pelo lançamento de sebentas com a matéria leccionada e cadernos com testes de anos anteriores. Organizaram vários congressos, seminários e feiras de emprego, procurando fomentar a ligação entre o meio académico e as empresas.
Com mais de 15 anos de experiência profissional na área da banca é atualmente presidente do Grupo OPTIMISTIC.
Entre 2006 e 2013 Bruno Valverde Cota publicou artigos de opinião em vários jornais, dos quais se destaca o Jornal de Negócios e o Diário Economico.
Nos tempos de direção bancária participou no "21st Inter-Alpha INSEAD Banking School" (2006) e no "Leading High Impact Learning: building Human Capital Strategies", este último a convite do IMD Business School (2009).
É também autor, co-autor e coordenador de mais de 15 livros nas áreas de Marketing, Estratégia e Comunicação e no seu curriculum consta também a direção de Programas Avançados, nas áreas de Marketing e Liderança, em várias Universidades do país.
Gosta de jogar Ténis e Padel, ouvir música e ler sobre temas de política internacional.

## Vida Empresarial
Em 2012 decide "praticar o que ensina" e torna-se empresário a tempo inteiro, após mais de 15 anos a trabalhar no sector bancário, com atividades ligadas à exportação de bens e equipamentos, com enfoque prioritário nos mercados internacionais.
Desde 2019, como industrial, tem se destacado a nível mundial, com a marca OPTIMISTIC, na produção de equipamento rotativo, compressores, ventiladores e sopradores, tendo antecipado a aplicação deste equipamento para o hidrogénio, com projectos internacionais.  

## Vida Associativa
- Foi representante para o Alentejo da Câmara de Comércio Polónia Portugal,
- Foi membro da Direção da CLACI - Câmara Luso-Argentina de Comércio e Indústria,
- Foi membro fundador da CCITPRC - Câmara de Comércio e Indústria e Turismo Portugal e Republica Checa, tendo integrado a Direção no triénio 2017-2019,
- Foi membro fundador e o 1º Presidente da Direção (terminou mandato da 9 de Maio 2023) da CCLR - Câmara de Comércio e Indústria Luso Russa, atual CCIPCEI - Câmara de Comércio e Indústria Portugal Comunidade dos Estados Independentes.[11][12] Antes do conflito atual na Ucrânia, foi também um dos promotores do I, II e III Russia-Portugal Business Fórum.[13]

## Na Academia
Desde cedo, sempre se destacou pelo seu espírito empreendedor e por um forte sentido ético. Foi o criador da Pós-Graduação em Marketing e Comunicação Empresarial da Universidade Lusiada, um sucesso durante 1999 e 2009, pelo caríz inovador do plano de estudos e das metodologias aplicadas, modernas para a época.   
Igualmente entre 2008 e 2012 foi responsável pelo curso de Pós-Graduação em Alta Performance nas Vendas no ISGB, Instituto Superior de Gestão Bancária, por onde passaram centenas de quadros comerciais da banca e pelo curso, inovador para a época, em 2009, de Marketing e Banking Social Media, que já abordava as temáticas e os desafios dos tempos de hoje ligadas ao Digital Banking.      
Durante 2011 e 2019 integrou também o Conselho Técnico e Científico do ISGB, que pertencia a APB, Associação Portuguesa de Bancos.    
Em Fevereiro de 2012, lançou um curso executivo, "Leadership Challenges", na Catolica Porto Business School, que mereceu os elogios do tecido empresarial da região, pela sua pertinência e ligação à realidade das empresas.        
No ano de 2015 afastou-se, por opção, da academia para se dedicar a 100% às empresas, mas com a certeza de que voltará.      

## Percurso Académico
- Director Científico e co-cordenador do curso de Pós-Graduação em "Marketing e Comunicação Empresarial", Universidade Lusíada de Lisboa, 1999-2009.
- Director Científico do curso de Pós-Graduação em "CRM e Marketing Research", Universidade Lusíada de Lisboa, 2005-2009.
- Professor Associado Convidado da Universidade Lusíada de Lisboa, 2001-2009. Responsável pelas disciplinas de Marketing, Marketing Estratégico e Marketing de Serviços, nos curso de Pós-Graduação.
- Professor convidado no Mestrado em Gestão da Universidade de Évora, responsável da cadeira de Marketing, 2004-2007.
- Professor convidado no Programa de Doutoramento em Gestão da Universidade de Évora, responsável da cadeira de Marketing, 2004-2007.
- Membro do Conselho Pedagógico do ISGB, Instituto Superior de Gestão Bancária, 2006-2008.
- Membro do Conselho Técnico e Científico do ISGB, Instituto Superior de Gestão Bancária, 2011-2019.
- Professor Associado Convidado na Universidade Autónoma de Lisboa, 2008-2009. Responsável da cadeira de Marketing.
- Professor Coordenador do ISGB, Instituto Superior de Gestão Bancária, 2008-2018. Responsável da cadeira de Marketing Financeiro.
- Coordenador dos cursos de Pós-Graduação "Alta Performance nas Vendas" e "Marketing e Banking Social Media" no ISGB, 2008-2012.
- Professor Convidado no ISCTE-IUL, na cadeira Comunicação e Marketing Institucional, da Pós-Graduação "Sindicalismo e Relações Laborais", 2009-2015.
- Professor Associado Convidado na Universidade Católica Portuguesa, Centro Regional do Porto, Catolica Porto Business School, 2012-2015.
- Coordenador do curso para executivos "Leadership Challenges", Catolica Porto Business School, 2012-2015.

## Livros
- Marketing Bancário, edição 04-2000, Universidade Lusíada Editora;
- A Emergência do Marketing Bancário, edição 11-2005, Universidade Lusíada Editora;
- Manual de Marketing de Serviços, edição 12-2006, Universidade Lusíada Editora;
- Marketing Inovador, edição 01-2007, 1ª edição, Católica Editora; (Co-autor Paulo G. Marcos)
- Marketing Research: Princípios e Aplicações, edição 07-2007, Universidade Lusíada Editora; (Coordenador)
- Publicidade e Mercados: Nova Abordagem de Comunicação Empresarial, edição 11-2007, Universidade Lusíada Editora;
- Database Marketing: Ferramenta de Marketing 1:1, edição 05-2008, Universidade Lusíada Editora; (co-autor Henrique Zarco Cota)
- As Estratégias Militares, do Plano à Acção, edição 11-2008, Coisas de Ler; (Coordenador)
- Marketing Inovador, edição 04-2009, 2ª edição, Católica Editora; (Co-autor Paulo G. Marcos)
- Teamneurs, edição 01-2010, Padrões Culturais; (Co-autores Luis Quaresma, Fernando Parsotam e Marco Cardoso)
- O Poder do Marketing na Decisão, edição 04-2011, Bnomics; (Co-autora Carla Rebelo)
- Iнформацiйно-Математична Компетентнiсть як Важлива Складова Професiйноi Пiдготовки Правознавцiв(Informational and Mathematic Competence as Important Part of Lawyers’ Professional Training), Engineering and educational Technologies, #3 (19), 2017. (Co-autor Poiasok T.)